# 동암야학
동암청소년중고등학교(銅岩靑少年中高等學校)는 인천광역시 남동구에 있는 인천 유일의 청소년 전문 야학으로 1972년 개교하였다. 중·고등학교 과정으로 중등과정 2년, 고등과정 2년으로 하여 검정고시 대비 및 전인교육을 하며 국어, 영어, 수학, 사회, 과학, 국사, 도덕, 한문, CA(피아노), 기술가정 등의 교과를 가르친다.

## 학교 연혁
- 1970년 부평동에 있는 건물에서 태동 (현 자율기동대)
- 1972년 6월 12일 동암 초등학교에서 개교, 초대교장 박재주 선생님 취임
- 1974년 7월 16일 제2대 교장 김태화 선생님 취임
- 1975년 2월 15일 제1회 중학교 졸업식 거행
- 1975년 3월 5일 수업연한 3년제에서 2년제로 변경
- 1975년 3월 24일 농공훈련소로 이전
- 1976년 8월 4일 제3대 교장 윤호중 선생님 취임
- 1977년 7월 12일 제4대 교장 이경섭 선생님 취임
- 1979년 12월 18일 동암 초등학교로 교사 이전
- 1980년 4월 1일 간석동 건물로 교사 이전
- 1983년 2월 19일 제9회 중학교 졸업식 / 제1회 고등학교 졸업식
- 1986년 11월 2일 십정동 건물로 교사 이전
- 1992년 5월 23일 간석동 건물(간석2동 208-4, 희망찬약국 지하)로 교사 이전
- 2008년 6월 14일 제5대 교장 김선덕 선생님 취임 및 제 36회 개교기념식
- 2012년 6월 1일 간석2동 208-3 교사로 이전
- 2016년 6월 1일 간석동 건물(남동구 간석2동 190-3, 4층)로 교사 이전

## 수업 시간
월~토 주 6일 수업, 공휴일 및 일요일은 휴교
- 1교시: 18:15~19:15
- 2교시: 19:25~20:25
- 3교시: 20:35~21:35